# JAST
JAST株式会社是過去曾經存在的遊戲軟體製作公司，2001年破產。
1985年（昭和60年）設立，在成人遊戲界具有相當的的歷史，名字由來是因「JAST」等的成人遊戲品牌設立而來。代表作《天使們的午後》系列被稱作十八禁冒險遊戲始祖。
1987年F&C股份有限公司（當時為有限公司）、1996年JBOX有限公司獨立。「Purple」在2001年讓給了Clear Blue Communications股份有限公司，名稱變更為Purple software。

## 品牌一覽
- JAST - 1985年〜1998年
  -  - 1998年〜1999年
- Tiare - 1995年〜1999年
- Purple - 1998年〜2001年（之後的Purple software）
- Angel Hearts - 2000年

## 作品一覧
JAST
- 1985年7月〜1998年5月29日 天使們的午後系列
- 1986年 -
- 1986年7月 -
- 1987年7月 - Cream Lemon 〜STAR TRAP〜
- 1988年 -
- 1988年 -
- 1988年 -
- 1988年 -
- 1988年11月 -
- 1993年10月 -
- 1994年5月16日 -
- 1994年7月27日 -
- 1994年12月14日 - DEEP
- 1995年3月29日 -
- 1996年2月 -
- 1996年6月 -
- 1996年8月 -
- 1997年5月30日 -
- 1998年1月14日 -

- 1988年10月 -
- 1988年11月 - DERRINGER
- 發售中止 -

Tiare
- 1995年9月22日 -
- 1995年12月22日 -
- 1996年4月26日 -
- 1996年9月12日 -
- 1997年2月20日 -
- 1997年10月17日 -
- 1998年3月27日 -
- 1998年8月8日 -
- 1998年12月11日 -
- 1999年6月8日 - You & I
- 1999年8月13日 -

Purple
- 請參照Purple software#Purple。

Angel Hearts
- 2000年3月24日 -
- 2000年11月10日 -

## JAST SOUND
《JAST SOUND》為JAST販售的8位元電腦用聲音合成裝置，能夠輸出遊戲中角色的聲音。除了JAST以外的遊戲也有發售對應軟件，之後發售數次升級版，但未普及。

### 規格
須對應遊戲，在並列埠、RS-232C接頭中輸出PCM信號。JAST SOUND將輸入的PCM信號轉換成類比音訊，由內建喇叭輸出。

### 發售列表
JAST SOUND
12,800日圓。並列埠接頭。
JAST SOUND Plus
19,800日圓。RS-232C接頭。
JAST SOUND Plus（Centronics對應版）
24,800日圓。RS-232C或並列埠接頭。內建Z80。